# Anaerob

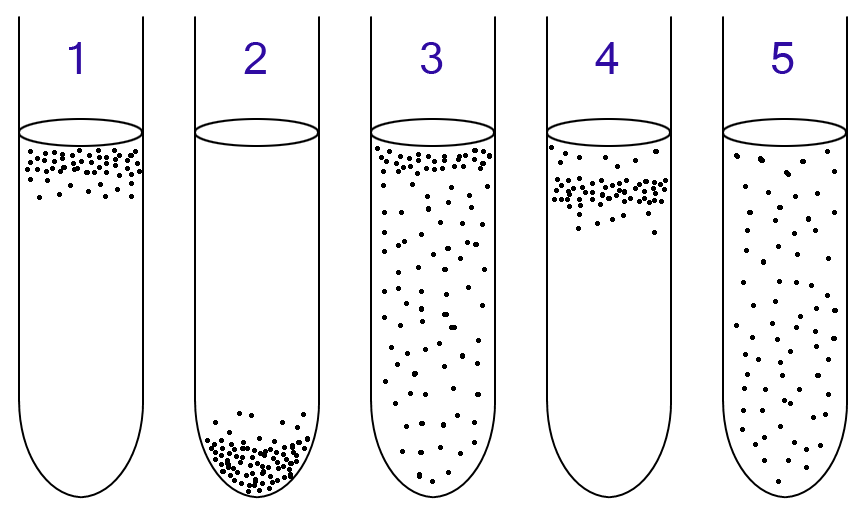
Folyékony táptalajon tenyésztett baktériumok oxigénhez való viszonyuk szerint helyezkednek el az oldatban:
1: Obligát aerob
2: Obligát anaerob
3: Fakultatív anaerob
4: Mikroaerofil
5: Aerotoleráns

Az anaerob az oxigéntől elzártan végbemenő biokémiai folyamatok elnevezése. A szó a görög ana- (ανα): fel-, -ra-, -re-, -ből előtagból és az aerosz (αέρας): levegő szóból származik.Az anaerob szó a görög "αναερόβιος" szóból származik (αν=nélkül, αέρας=levegő, βίος=élet) ez azt jelenti, hogy oxigén nélkül is képesek létezni az anaerob lények.
Az anaerob szervezetek olyan mikroorganizmusok, amelyeknek nincs szükségük oxigénes környezetre anyagcseréjük és szaporodásuk során. Egyes fajokat az oxigén jelenléte kifejezetten zavar, anyagcseréjüket akadályozza, vagy akár pusztulásukat is okozhatja. A sejtekben található azon védőenzimek, melyek az oxigén káros hatásait küszöbölik ki, valamint az itt lejátszódó anyagcserefolyamatokat katalizáló enzimek jelenléte vagy hiánya dönti el, hogy egy organizmus anaerob vagy aerob tulajdonságokkal rendelkezik.  
Az oxigénmentes környezetű életmód neve anaerobiózis.

## Oxigénhez való viszonyuk szerinti felosztás
Három nagyobb csoport különíthető el az anaerobok esetében:
- Obligát anaerob: ezek nem képesek felhasználni az oxigént és az ártalmas a számukra.
- Aerotoleráns anaerob: oxigént nem képesek hasznosítani, de tolerálják a jelenlétét.
- Fakultatív anaerob: az oxigént hasznosítani képesek, de hiányában is megélnek.